# Georg Birk (Politiker, 1912)
Georg Birk (* 2. September 1912 in Nagold, Württemberg; † 27. Oktober 1991 ebenda) war ein deutscher Politiker (CDU).

## Leben
Birk war promoviert und von Beruf Regierungslandwirtschaftsdirektor. Er schloss sich politisch der CDU an und wurde deren Kreisvorsitzender im Landkreis Calw. Von 1968 bis 1972 gehörte er dem Landtag von Baden-Württemberg an. Er vertrat dort den Wahlkreis Calw, in dem er direkt gewählt worden war.